# San Nicolás (Ilocos Norte)
San Nicolás  (Bayan ng  San Nicolas) es un municipio filipino de segunda categoría perteneciente a  la provincia de Ilocos Norte en la Región Administrativa de Ilocos, también denominada Región I.

## Geografía
Tiene una extensión superficial de 40.18 km² y según el censo del 2007, contaba con una población de 33.642 habitantes y 7.423 hogares; 34.237 habitantes el día primero de mayo de 2010
Los san nicoleños son famosos por sus bangas decolaras (ollas) y también por su cálida hospitalidad hacia los visitantes. Cuenta con el crecimiento económico y comercial más rápido entre los municipios de Ilocos del Norte.

## Barangays
San Nicolás se divide, a los efectos administrativos, en 24 barangayes o barrios,
| - San Agustín - San Baltazar - San Bartolomé - San Cayetano - San Eugenio - San Fernando | - San Francisco - San Gregorio - San Guillermo - San Ildefonso - San José - San Juan Bautista | - San Lorenzo - San Lucas - San Marcos - San Miguel - San Pablo - San Paulo | - San Pedro - San Rufino - San Silvestre - Santa Asunción - Santa Cecilia - Santa Mónica |

## Historia
Vigan, ciudad fundada por misioneros agustinos en 1575,  fue el primer centro de la misión española en la antigua provincia de Ilocos. 
En  1572 los españoles exploran por primera vez el río Laoag (Padsan), donde se encontraron con la resistencia hostil por parte de los nativos. En 1584 parte desde Vigán una  nueva expedición hacia Laoag y lo que luego sería San Nicolás.
La iglesia parroquial católica fue construida en 1701, siendo uno de los edificios más antiguos de esta provincia.